# Karl Blizenetz
Karl Blizenetz (* 2. Juli 1940 in Wien) ist ein ehemaliger österreichischer Fußballspieler auf der Position Stürmer. Nachdem er seine Spielerkarriere beendet hatte, war Karl noch viele Jahre als Fußballtrainer im Amateurbereich tätig.

## Leben
Karl Blizenetz verbrachte seine Kindheit und Jugend in Fischamend, Niederösterreich, wo er bis heute wohnhaft ist. 
Er erlernte den Beruf Feinmechaniker (1954 bis 1966) in der Raffinerie OMV, wo er bis 1966 tätig war. Danach wechselte Karl in das Bankgeschäft. Bis zu seiner Pensionierung arbeitete er in der Bank Austria, ehemalig Zentralsparkasse. Karl Blizenetz heiratete Elisabeth Swoboda am 20. Jänner 1962.

## Karriere

### Spielerkarriere
Den ersten Kontakt mit Fußball hatte er in seiner Jugend gemeinsam mit seinen Freunden beim sogenannten „Wiesenfußball“ im Ort Fischamend. 1954 hatte er Gelegenheit beim Verein 1. Schwechater SC seine Karriere zu starten. Von seinem 14. bis zu seinem 17. Lebensjahr durchspielte er alle Nachwuchsmannschaften, ehe er nahtlos in die Kampfmannschaft aufgenommen wurde. Karl Blizenetz absolvierte 126 Spiele in Österreichs höchster Spielklasse, wobei ihm 38 Tore gelangen. Er wurde einige Male in den erweiterten österreichischen Teamkader berufen. Er fand jedoch im U21-Team Verwendung. 
Die persönlichen Highlights von Karl waren die von ihm erzielten Tore gegen Walter Zeman (Rapid), Kurt Schmied (Vienna) und Ungarns Nationaltorhüter Gyula Grosics.

### Verletzungen
Die Fußballkarriere von Karl Blizenetz wurde durch einige Verletzungen behindert.
1964 erlitt er beim Training einen Seitenbandriss im Knie.
1966 zwang ihn eine permanente Achillessehnenentzündung eine Leistungsstufe tiefer zu gehen.
1974 wurde er durch ein brutales Foul verletzt. Ein doppelter Schienbeinbruch und ein Wadenbeinbruch waren die Folge. 

### Trainertätigkeit

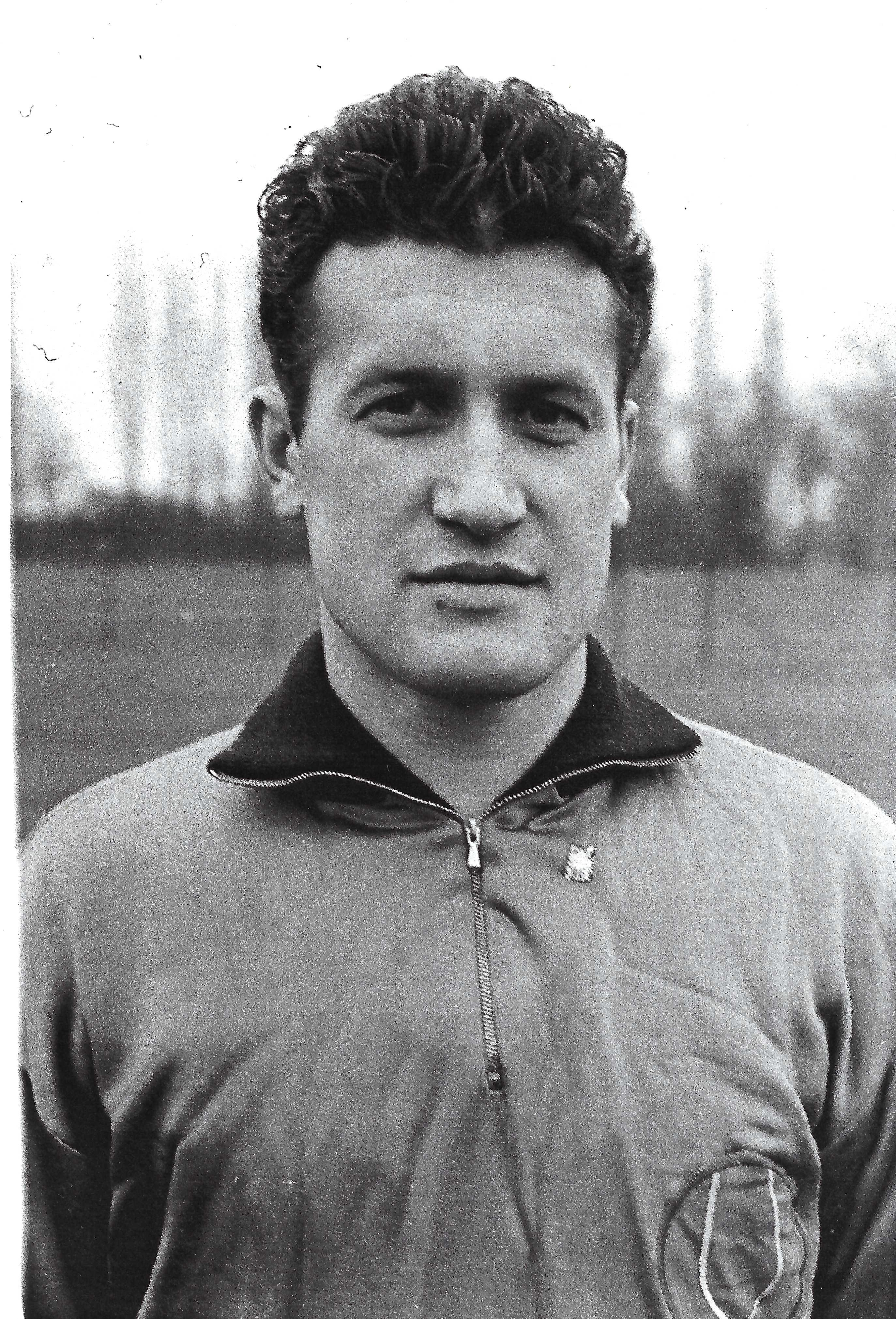
Karl Blizenetz als Fußballtrainer

Nach seiner Spielerkarriere wollte Karl Blizenetz sein Wissen und seine Erfahrung an junge Spieler weitergeben. Ein weiterer Motivationsgrund war die Erhaltung seiner persönlichen Fitness.
Die A-Lizenz Prüfung konnte er mit Felix Latzke, Günter Paulitsch, Johann Frank und Heinz Novi bestehen. Diese Personen inspirierten Karl in seinem Werdegang als Trainer sehr.
In den Sommerpausen war er beim Wiener Fußball-Verband als Instruktor in der Trainerausbildung tätig.
1997 war Karl Blizenetz als Trainer im Verein ATSV Fischamend tätig. In dieser Saison gelang der Aufstieg in Niederösterreichs höchste Spielklasse. Dies war der größte Erfolg der Vereinsgeschichte.